# Heitor de Andrade
Antonio Ettore Clemente Fecarotta, conhecido como Heitor de Andrade, (Palermo, 10 de junho de 1922 — São Paulo, 18 de junho de 1966) foi um radialista, ator e apresentador de televisão ítalo-brasileiro.
Começou sua carreira artística em 1944 na Rádio Difusora de São Paulo e em 1953 iniciou sua trajetória na televisão, atuando sobretudo na área de cenografia.

## Biografia
Nascido na Itália, imigrou com a família aos dois anos de idade, em 1924; radicado na capital paulista, formou-se na Faculdade de Filosofia, Ciências e Letras da Universidade de São Paulo quando conheceu o radialista Maurício Barroso que o convidou para fazer um teste na Rádio Tupi mas, como seu nome era difícil de ser compreendido pelo ouvintes, Barroso sugeriu-lhe o nome artístico Heitor de Andrade, com o qual ficou conhecido.
Com a inauguração da televisão no país por Assis Chateaubriand, Andrade passou para a TV Tupi onde participou atuando ou produzindo programas como O Céu É o Limite, Sabatinas Maizena (competição entre estudantes que ficou nove anos no ar) e também apresentou Números Milionários e Aponte o Culpado.
Heitor de Andrade faleceu em 1966, vítima de aneurisma cerebral, aos quarenta e quatro anos de idade.

## Homenagens
Já no ano de seu falecimento o então prefeito paulistano José Vicente de Faria Lima expediu o decreto 6.618 em 8 de setembro nomeando Heitor de Andrade a uma das vias públicas do bairro de Vila Madalena em sua homenagem, especificando ainda os dizeres: "radialista-repórter — 1922-1966".
Em 1967 a "Escolas Agrupadas Jardim Santa Helena", fundada em 1963, passou a se chamar "Escolas Agrupadas Heitor de Andrade" e, mais tarde, "Escola Municipal Heitor de Andrade"; a solenidade de inauguração contou com a presença da viúva do homenageado, a atriz Zilda de Lemos Fecarotta, que cortou a fita inaugural junto aos três filhos de ambos.